# Eitoku (cráter)
Eitoku es un cráter de impacto de 101 km de diámetro del planeta Mercurio. Debe su nombre al pintor japonés  Kano Eitoku (1543-1590), y su nombre fue aprobado por la  Unión Astronómica Internacional en 2010.